# Бимарзаев, Апти Бадрудинович
Апти Бадрудинович Бимарзаев (чечен. Бимарзин Бадруди кІант Апти; род. 24 мая 1992 года, Чеченская Республика) — белорусский боец смешанных единоборств чеченского происхождения, представитель полулёгкой весовой категории. Выступает на профессиональном уровне с 2013 года, известен прежде всего по участию в турнирах таких престижных MMA организаций как ACA, WFCA. Претендент на титул ACA в полулёгком весе.

## Биография
Апти Бимарзаев родился 24 мая 1992 года в ЧР. После начала Второй чеченской войны, как и сотни тысяч других чеченцев, семья Бимарзаевых была вынуждена покинуть Чеченскую Республику и переехать за границу. Покинув Чечню, семья Бимарзаевых поселилась в Минске, столице Белоруссии, где Апти начал свою спортивную карьеру. Первыми видами спорта, привлёкшие его внимание, были боевое самбо, панкратион и вольная борьба, участвовал в соревнованиях чемпионата Белоруссии по данным видам единоборств, становился чемпионом Республики Белоруссия по панкратиону и боевому самбо, а также выполнил звание мастера спорта республики Белоруссия по боевому самбо, а впоследствии, имея хорошую любительскую базу в боевых единоборствах, перешёл в смешанные единоборства.

### Любительская карьера
До своего прихода в ММА Апти добился определённых успехов в любительском спорте: он становился чемпионом Республики Беларусь по боевому самбо и по панкратиону, а также является мастером спорта Республики Беларусь по боевому самбо.

### Начало профессиональной карьеры
С 2013 года выступает по смешанным единоборствам на профессиональном уровне. Первый рейтинговый поединок провёл на турнире «NC — Neman Challenge» и добыл победу в бою против Артёма Жукова техническим нокаутом во втором раунде. После этого он провел еще пять боев в период с 2013 по 2014 год, одержал четыре победы и потерпел одно поражение. С 2015 года не знает горечи поражений, ведёт серию из 14 побед: 8 из них одержаны нокаутами и техническими нокаутами, 9 - решением судей. Апти показывает очень яркие бои, он зарекомендовал себя как универсальный боец, который хорошо смотрится как в стойке, так и в борьбе.

### World Fighting Championship Akhmat
С 2015 года Бимарзаев выступает за бойцовский клуб Ахмат из Чеченской Республики, в том же году дебютировал в бойцовской организации World Fighting Championship Akhmat (WFCA), которая была основана на базе клуба Ахмат. В данной организации Апти провёл 9 боёв и во всех из них одержал победы. В лиге WFCA, в его послужном списке имеются победы над такими бойцами, как: Расул Магомедов, Джамал Магомедов, Радриго Магальеш.

### Absolute Championship Akhmat
В 2018 году было объявлено о слиянии Absolute Championship Berkut и World Fighting Championship Akhmat в единую организацию и получила название Absolute Championship Akhmat (ACA). Под эгидой ACA Бимарзаев дебютировал 6 марта 2019 года, всего он провёл пять боёв в данной организации и одержал победы над Луисом Поламино, Рамазаном Кишевым, Алексеем Полпудниковым, Туралом Рагимовым и Элисмаром Лима да Сильва. Бой между Апти Бимурзаевым и бразильцем Элисмаром Лимой да Сильва полностью оправдал статус главного боя турнира ACA-133, проходившего в Санкт-Петербурге. В первом раунде оба бойца были заряжены на досрочную победу и жёстко разменивались в стойке, но в решающих двух последних раундах Апти перехватил инициативу, за счёт своих борцовских навыков он сумел одержать уверенную победу решением судей.

## Спортивные достижения
- Чемпион Республики Беларусь по боевому самбо —
- Чемпион Республики Беларусь по панкратиону —
- Мастер спорта Республики Беларусь по боевому самбо.

## Статистика ММА
| Боёв 22         | Побед 19 | Поражений 3 |
| --------------- | -------- | ----------- |
| Нокаутом        | 8        | 1           |
| Сдачей          | 2        | 1           |
| Решением        | 9        | 1           |
| Ничьи           | 0        | 0           |
| Не состоявшихся | 0        | 0           |

| Результат | Рекорд | Соперник               | Способ                                          | Турнир                                            | Дата             | Раунд | Время | Место                   | Примечание         |
| --------- | ------ | ---------------------- | ----------------------------------------------- | ------------------------------------------------- | ---------------- | ----- | ----- | ----------------------- | ------------------ |
| Поражение | 19-3   | Андрей Гончаров        | Техническим нокаутом (удары)                    | ACA 138: Вагаев - Гаджидаудов                     | 26 марта 2022    | 1     | 3:36  | Грозный, Россия         |                    |
| Победа    | 19-2   | Элисмар Лима да Сильва | Решением (раздельным)                           | ACA 133: Лима да Сильва - Бимарзаев               | 4 декабря 2021   | 3     | 5:00  | Санкт-Петербург, Россия |                    |
| Победа    | 18-2   | Турал Рагимов          | Решением (единогласным)                         | ACA 120: Фроес - Хасбулаев                        | 26 марта 2021    | 3     | 5:00  | Санкт-Петербург, Россия |                    |
| Победа    | 17-2   | Алексей Полпудников    | Решением (раздельным)                           | ACA 104: Гончаров - Вахаев                        | 21 февраля 2020  | 3     | 5:00  | Краснодар, Россия       |                    |
| Победа    | 16-2   | Рамазан Кишев          | Техническим нокаутом (удары)                    | ACA 97 Краснодар                                  | 31 августа 2019  | 2     | 1:24  | Краснодар, Россия       |                    |
| Победа    | 15-2   | Луис Паломино          | Решением (единогласным)                         | ACA 93 St. Petersburg                             | 16 марта 2019    | 3     | 5:00  | Санкт-Петербург, Россия | Дебют в ACA        |
| Победа    | 14-2   | Родриго Магальяеш      | Решением (единогласным)                         | WFCA 53 Abdurahmanov vs. Abdulaev                 | 4 октября 2018   | 3     | 5:00  | Грозный, Россия         |                    |
| Победа    | 13-2   | Джамал Магомедов       | Решением (единогласным)                         | WFCA 47 International Tournament                  | 1 апреля 2018    | 3     | 5:00  | Грозный, Россия         |                    |
| Победа    | 12-2   | Садык Рыскелди         | Нокаутом (удар коленом)                         | WFCA 43 Grozny Battle                             | 4 октября 2017   | 1     | 3:05  | Грозный, Россия         |                    |
| Победа    | 11-2   | Расул Магомедов        | Решением (единогласным)                         | WFCA 36 Grozny Battle                             | 29 апреля 2017   | 3     | 5:00  | Грозный, Россия         |                    |
| Победа    | 10-2   | Ратмир Теуважуков      | Техническим нокаутом (удары)                    | WFCA 32 Grozny Battle                             | 19 ноября 2016   | 2     | 3:26  | Грозный, Россия         |                    |
| Победа    | 9-2    | Марат Сафаров          | Техническим нокаутом (отказ от продолжения боя) | WFCA 20 - Grozny Battle                           | 14 мая 2016      | 1     | 3:20  | Грозный, Россия         |                    |
| Победа    | 8-2    | Рустам Алиев           | Решением (раздельным)                           | WFCA 11 - Grozny Battle                           | 29 ноября 2015   | 3     | 5:00  | Грозный, Россия         |                    |
| Победа    | 7-2    | Валерий Грицутин       | Решением (раздельным)                           | WFCA 5 - Grozny Battle                            | 15 августа 2015  | 2     | 5:00  | Грозный, Россия         |                    |
| Победа    | 6-2    | Алан Хугаев            | Техническим нокаутом (удары)                    | World Fighting Championship Akhmat - Benoy Battle | 14 июня 2015     | 1     | 0:40  | Беной, Россия           | Дебют в WFCA       |
| Поражение | 5-2    | Хаотан Ву              | Сабмишном (удушение сзади)                      | Kunlun Fight 10 - World Tour                      | 14 сентября 2014 | 2     | 2:09  | Минск, Белоруссия       |                    |
| Победа    | 5-1    | Руслан Колодко         | Техническим нокаутом (удары)                    | Chinuk Minsk Tongkat Fight Show                   | 10 августа 2014  | 1     | 2:40  | Минск, Белоруссия       |                    |
| Победа    | 4-1    | Владимир Савельев      | Нокаутом (удар)                                 | M-1 Belarus - Bobruisk Challenge 2                | 5 октября 2013   | 2     | 3:11  | Бобруйск, Белоруссия    |                    |
| Поражение | 3-1    | Михаил Одинцов         | Решением (единогласным)                         | MFB 3 Odintsov vs.Bimarzaev                       | 29 сентября 2013 | 2     | 5:00  | Минск, Белоруссия       |                    |
| Победа    | 3-0    | Эдуард Муравицкий      | Сабмишном (рычаг локтя)                         | M-1 Belarus - Bobruisk Challenge 1                | 23 августа 2013  | 2     | 2:03  | Бобруйск, Белоруссия    |                    |
| Победа    | 2-0    | Евгений Перепечин      | Техническим нокаутом (удары)                    | NC - Neman Challenge                              | 1 июня 2013      | 2     | 3:15  | Бобруйск, Белоруссия    |                    |
| Победа    | 1-0    | Артем Жуков            | Техническим нокаутом (удары)                    | NC - Neman Challenge                              | 1 июня 2013      | 2     | 3:15  | Гродно, Белоруссия      | Дебют в проф. ММА. |